# Unione Sportiva Castelnuovo Garfagnana 2000-2001
Questa voce raccoglie le informazioni riguardanti l'Unione Sportiva Castelnuovo Garfagnana nelle competizioni ufficiali della stagione 2000-2001.

## Rosa
| N. |                   | Ruolo | Calciatore          |
| -- | ----------------- | ----- | ------------------- |
|    | Italia (bandiera) | C     | Massimo Barsotti    |
|    | Italia (bandiera) | A     | Riccardo Belluomini |
|    | Italia (bandiera) | C     | Luigi Benedetti     |
|    | Italia (bandiera) | P     | Nicola Boni         |
|    | Italia (bandiera) | C     | Angelo Buglio       |
|    | Italia (bandiera) | D     | Mirco Cappezzoli    |
|    | Italia (bandiera) | D     | Michele Coppola     |
|    | Italia (bandiera) | D     | Pacifico Fanani     |
|    | Italia (bandiera) | C     | Charles Ferretti    |
|    | Italia (bandiera) | D     | Simone Felici       |
|    | Italia (bandiera) | C     | Francesco Fiori     |

| N. |                   | Ruolo | Calciatore           |
| -- | ----------------- | ----- | -------------------- |
|    | Italia (bandiera) | P     | Massimiliano Franchi |
|    | Italia (bandiera) | C     | Massimo Garfagnini   |
|    | Italia (bandiera) | D     | Luigi Grassi         |
|    | Italia (bandiera) | D     | Massimo Macelloni    |
|    | Italia (bandiera) | C     | Nicola Malventi      |
|    | Italia (bandiera) | A     | Francesco Martelloni |
|    | Italia (bandiera) | A     | Edoardo Micchi       |
|    | Italia (bandiera) | C     | Christian Pennucci   |
|    | Italia (bandiera) | D     | Nicola Reverberi     |
|    | Italia (bandiera) | A     | Matteo Rossi         |